# Adelognathus maculosus
Adelognathus maculosus là một loài tò vò trong họ Ichneumonidae.